# أوكس أميس
أوكس أميس (بالإنجليزية: Oakes Ames)‏ هو مستكشف وعالم نبات أمريكي، ولد في 26 سبتمبر 1874 في إيستون في الولايات المتحدة، وتوفي في 28 أبريل 1950 في أورموند بيتش في الولايات المتحدة.